# Lingontry
Lingontry (Lonicera pileata) är en art i familjen kaprifolväxter från centrala Kina. Bären är giftiga och ger kräkningar, ansiktsrodnad, överdriven törst och vidgade pupiller.